# Чараково
Чараково је насељено мјесто у Републици Српској у граду Приједор. Према попису становништва из 1991. у насељу је живјело 2.412 становника.

## Становништво
| Националност       | 1991.          | 1981.          | 1971.          |
| Муслимани          | 2.324 (96,35%) | 2.128 (94,03%) | 1.867 (96,58%) |
| Срби               | 45 (1,86%)     | 38 (1,67%)     | 38 (1,96%)     |
| Хрвати             | 20 (0,82%)     | 20 (0,88%)     | 19 (0,98%)     |
| Југословени        | 9 (0,37%)      | 50 (2,20%)     | 0              |
| остали и непознато | 14 (0,58%)     | 27 (1,19%)     | 9 (0,46%)      |
| Укупно             | 2.412          | 2.263          | 1.933          |

1. ↑  Муслимани се данас изјашњавају као Бошњаци.